# Andreas Brandmair
Andreas Brandmair (* 28. Dezember 1905 in Westerndorf bei Haimhausen; † 2004 in Bruckmühl) war ein deutscher Pädagoge.

## Leben
Nach dem Studium der Altphilologie an der Universität München war Andreas Brandmair Studienrat am Humanistischen Gymnasium in Passau, dann Oberstudienrat am  Gymnasium in Straubing, von 1954 bis 1971 Leiter des Dom-Gymnasiums Freising, an dem auch seine fünf Kinder absolvierten. Er war Mitglied der Studentenverbindung Vindelicia im CV.

## Veröffentlichungen
- 1954: Quintus Curtius Rufus, Geschichte Alexanders des Großen. Ausgewählt und erklärt von Andreas Brandmair. Paderborn, Schöningh
- 1955: Lysiae Orationes. Bearbeitet von Andreas Brandmair, Oberstudiendirektor. Bamberg, Buchners Verlag KG, 1955: Zweite Auflage
- 1955: Demosthenes, Dritte Rede gegen Philipp. Einleitung und Anmerkungen von Andreas Brandmair, Oberstudiendirektor am Domgymnasium in Freising. Bamberg und Wiesbaden, Bayerische Verlagsanstalt
- 1957: Apostelgeschichte. Auswahl und Erklärungen von Oberstudiendirektor Andreas Brandmair, Freising. Bamberg und Wiesbaden, Bayerische Verlagsanstalt
- Ca. 1998: Das Augustinerchorherrenstift Indersdorf unter Propst Gelasius Morhard: 1754–1758. Umgestaltung der Klosterkirche und Streit um die Verlegung des Mönchschores. Ein geistlich-weltlicher Baurechtsstreit im Augustinerchorherrenstift Indersdorf. Freising (als Doktorarbeit geplant)